# James Berardinelli
James D. Berardinelli (* 25. September 1967 in New Brunswick, New Jersey) ist ein US-amerikanischer Filmkritiker und Schriftsteller.

## Leben
Berardinelli wuchs in Morristown, Cherry Hill und Piscataway Township auf. Er studierte in den Jahren 1985 bis 1990 Elektrotechnik an der University of Pennsylvania. Anschließend arbeitete er 15 Jahre lang für Bellcore Company in den Bereichen Video, Lichtwellenleiter und Software.
Bereits seit 1993 war er als Filmkritiker tätig, als er seine ersten Kritiken ins Usenet stellte. Später begann er den Blog ReelThoughts auf reelviews.net zu schreiben. Vom renommierten Filmkritiker Roger Ebert wurde er als bester Internetfilmkritiker bezeichnet. Beide befreundeten sich und Ebert schrieb jeweils das Vorwort für seine 2003 und 2005 veröffentlichten Bücher Reel Views. Er veröffentlichte auf den Websites ReelViews und Rotten Tomatoes über 4.700 Filmkritiken (Stand: März 2017), jährlich kommen ungefähr 250 hinzu. Seine Website ReelViews wird täglich etwa 80.000 Mal aufgerufen. Seine Kritiken werden in Deutschland häufig zitiert, unter anderem auf der Website Filmstarts.de.
Im September 2013 gab Berardinelli an, dass er an einer Roman-Trilogie mit dem Titel The Last Whisper of the Gods arbeiten würde. Das Buch wurde 2015 veröffentlicht. Die beiden Fortsetzungen The Curse of the Gift und The Shadow of the Otherverse folgten 2016.
Berardinelli ist seit 2005 mit einer Leserin seines Blogs verheiratet. Sie haben zwei 2010 und 2019 geborene Kinder.

## Werke
Sachbücher
- Reel Views: The Ultimate Guide to the 1,000 Best Modern Movies on DVD and Video. (2003)
- Reel Views 2: The Ultimate Guide to the Best 1,000 Modern Movies on DVD and Video. (2005)

Romane
- The Last Whisper of the Gods (2015)
- The Curse of the Gift (2016)
- The Shadow of the Otherverse (2016)
- The Lingering Haze (2017)